# Büki László
Büki László (1942. április 4.) magyar nemzeti labdarúgó-játékvezető.

## Pályafutása

### Labdarúgó-játékvezetőként

#### Nemzeti játékvezetés
A játékvezetői vizsga megszerzését követően megyéjében különböző minősítésű labdarúgó osztályokban szerezte meg a szükséges tapasztalatokat. Ellenőreinek, sportvezetőinek javaslatára ő lett az első NB I-es zalai futballbíró. Az aktív nemzetközi játékvezetéstől 2008-ban a FIFA 45 éves korhatárát elérve búcsúzott. Első ligás mérkőzéseinek száma: 53.
| Időpont         | Helyszín                        | Mérkőzés típusa          | Mérkőzés                                  | Eredmény |
| --------------- | ------------------------------- | ------------------------ | ----------------------------------------- | -------- |
| 1980. május 7.  | MÁV Stadion, Székesfehérvár     | első NB I-es mérkőzés    | Székesfehérvári MÁV Előre SC–FC Tatabánya | 0 : 0    |
| 1985. június 1. | Hungária krt. Stadion, Budapest | utolsó NB. I-es mérkőzés | MTK-VM–Szeged LK                          | 7 : 0    |

## Sportvezetőként
Zala megyei Labdarúgó-szövetség Játékvezető Bizottságánál (JB) az Oktatási Bizottság vezetője, NB III-as játékvezető ellenőr.

## Sikerei, díjai
1985 őszén a Nemzeti Sport sportújságírói az Év Játékvezetője cím odaítélésével díjazta szakmai munkáját. A Magyar Labdarúgó-szövetség JB keretében NB I-es ellenőrként hosszú ideig tevékenykedett.

## Külső hivatkozások
- Büki László. zala.hu. [2014. augusztus 10-i dátummal az eredetiből archiválva]. (Hozzáférés: 2011. november 4.)